# Drugsplukker
Een drugsplukker is een duiker voor een drugssmokkelorganisatie.
Onder de waterlijn van containerschepen worden aan de buitenkant kleine pakketten drugs zoals cocaïne vervoerd. In vergelijking met de traditionele smokkel in containers gaat het om beperkte hoeveelheden. Op de eindbestemming zoals bijvoorbeeld in Europa wordt de drugs door duikers van de boot afgehaald. Volgens onderzoeker Damián Zaitch zijn het ongetrainde duikers omdat professionele duikers geen interesse hebben. Het duiken in de haven is gevaarlijk door het slechte zicht en gedumpte rommel. Ook loopt de drugsplukker veel kans door de politie ontdekt te worden. In juni 2008 werden in de Amsterdamse haven Westpoort kort na elkaar twee dode duikers aangetroffen van wie wordt vermoed dat zij zich met dit "drugsplukken" bezighielden en het niet overleefden.